# Spomenik v Orehovici
Spomenik v Orehovici je posvečen petnajstim civilnim žrtvam, ki jih je nemška vojska v noči med 17. in 18. majem 1944 žive zažgala v njihovih domačijah. Spomenik se nahaja v vasi Orehovica, severno od Izlak. Urejen je bil leta 1956 po zasnovi arhitekta Toneta Bitenca, sestoji pa iz rekonstruiranih ostankov požganih hiš ter hrastove skulpture. Vsakoletno ob obletnici požiga Orehovice, ki je hkrati krajevni praznik Izlak, ob spomeniku poteka komemorativna slovestnost.